# Akademickie Mistrzostwa Świata w Kajakarstwie 2010

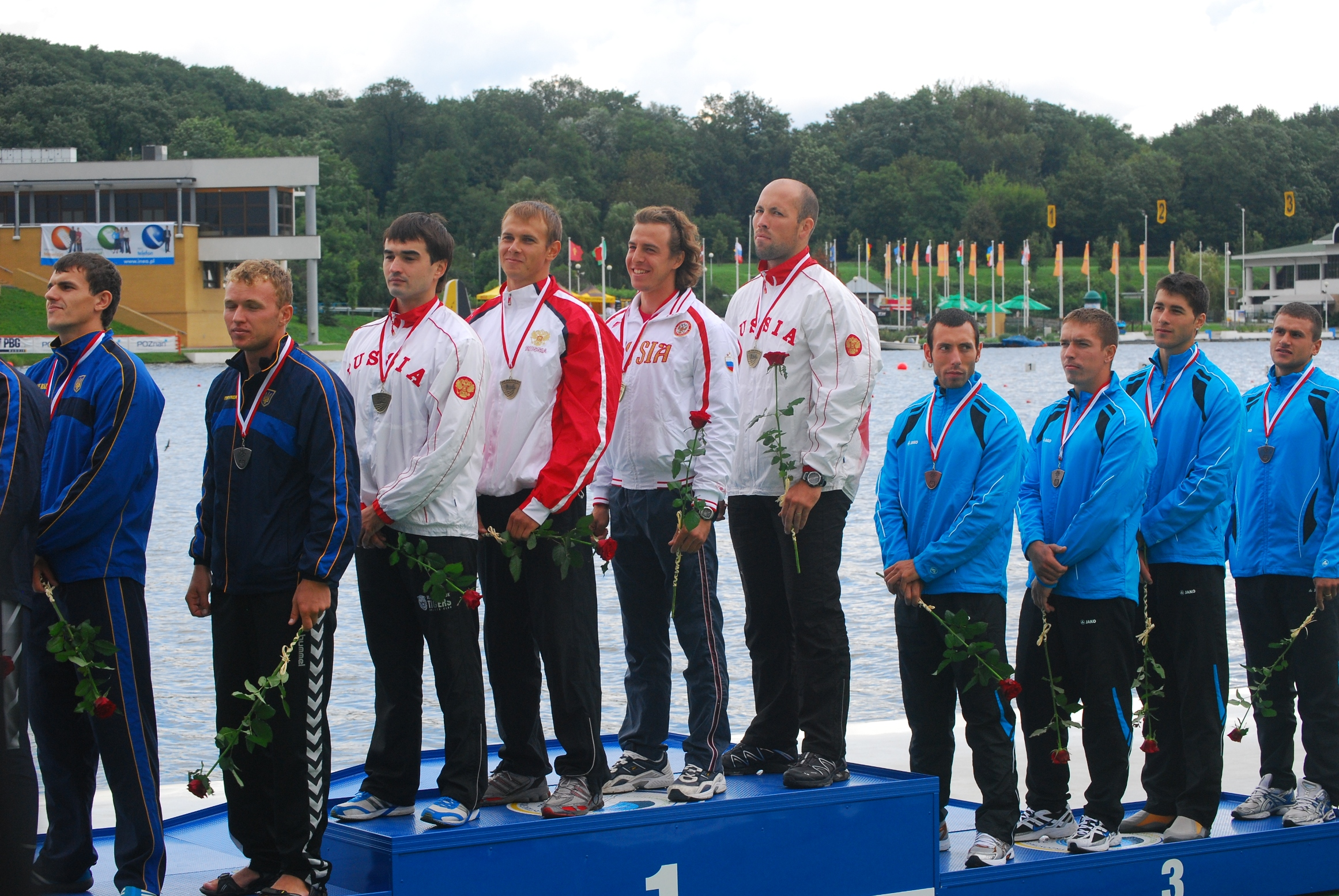
Medaliści C4 na 200 m

4. Akademickie Mistrzostwa Świata w Kajakarstwie – zawody, które odbyły się w dniach 27 – 29 sierpnia 2010 w Poznaniu na torze regatowym Malta. W imprezie uczestniczyli zawodnicy z 23 państw.

## Medaliści

### Mężczyźni

#### Kajaki
| Konkurencja: | Złoto:                                                                                | Srebro:                                                                               | Brąz:                                                                                |
| K1 200 m     | Aleksejs Rumjancevs                                                                   | Piotr Siemionowski                                                                    | Artiom Kononiuk                                                                      |
| K1 500 m     | Peter Gelle                                                                           | Murray Stewart                                                                        | Artiom Kononiuk                                                                      |
| K1 1000 m    | Marko Tomicević                                                                       | Peter Gelle                                                                           | Murray Stewart                                                                       |
| K2 200 m     | Łotwa · Krists Straume · Aleksejs Rumjancevs                                          | Węgry · Marton Sik · Gergely Boros                                                    | Australia · Jesse Phillips · Stephen Bird                                            |
| K2 500 m     | Polska · Marcin Nickowski · Mariusz Kujawski                                          | Litwa · Rokas Malinauskas · Andrej Olijnik                                            | Australia · Jesse Phillips · Stephen Bird                                            |
| K2 1000 m    | Polska · Marcin Nickowski · Mariusz Kujawski                                          | Litwa · Rokas Malinauskas · Andrej Olijnik                                            | Węgry · Tibor Hufnagel · Aron Schenk                                                 |
| K4 200 m     | Węgry · Marton Sik · Gergely Gyertyanos · Gergely Karsai · Gergely Boros              | Rumunia · Traian Neagu · Lonut Lustin Porcarasu · Toni Lonel Ioneticu · Stefan Vasile | Polska · Marcin Nickowski · Mariusz Kujawski · Piotr Siemionowski · Tomasz Olszewski |
| K4 500 m     | Rumunia · Traian Neagu · Lonut Lustin Porcarasu · Toni Lonel Ioneticu · Stefan Vasile | Białoruś · Paweł Miadżwiedżu · Aliaksandr Liapioszka · Witalij Bialko · Iwan Rybakou  | Rosja · Siergiej Duz · Kirił Slusarienko · Denis Titow · Oleg Żestkow                |
| K4 1000 m    | Białoruś · Paweł Miadżwiedżu · Aliaksandr Liapioszka · Witalij Bialko · Iwan Rybakou  | Rumunia · Traian Neagu · Dan Costea · Toni Lonel Ioneticu · Stefan Vasile             | Węgry · Aron Schenk · Balint Gere · Patrik Szale · Mark Pinter                       |

#### Kanadyjki
| Konkurencja: | Złoto:                                                                         | Srebro:                                                                              | Brąz:                                                                                |
| C1 200 m     | Nivalter Santos de Jesus                                                       | Jevgenij Szuklin                                                                     | Peter Nagy                                                                           |
| C1 500 m     | Jevgenij Szuklin                                                               | Tomasz Kaczor                                                                        | Rusłan Muratow                                                                       |
| C1 1000 m    | Tomasz Kaczor                                                                  | Filip Dvořák                                                                         | Rusłan Muratow                                                                       |
| C2 200 m     | Rumunia · Lazar Dumitrescu · Victor Mihalachi                                  | Węgry · Gabor Szeles · Peter Nagy                                                    | Polska · Paweł Skowroński · Arkadiusz Toński                                         |
| C2 500 m     | Rumunia · Lazar Dumitrescu · Victor Mihalachi                                  | Węgry · Gabor Szeles · Peter Nagy                                                    | Ukraina · Witalij Werhełesz · Denis Kamieriłow                                       |
| C2 1000 m    | Rumunia · Lazar Dumitrescu · Victor Mihalachi                                  | Węgry · Matyas Safran · Mihaly Safran                                                | Polska · Przemysław Kaczmarek · Piotr Kuleta                                         |
| C4 200 m     | Rosja · Paweł Pietrow · Dmitrij Adajew · Oleg Szelegow · Danił Jermakow        | Ukraina · Witalij Werhelesz · Denis Kamieriłow · Konstantyn Mielniczyk · Boris Sażaj | Rumunia · Florin Comanici · Mihail Simimion · Nicolae Bogdan · Gabriel Gheoaca       |
| C4 500 m     | Rumunia · Florin Comanici · Mihail Simimion · Nicolae Bogdan · Gabriel Gheoaca | Węgry · Matyas Safran · Mihaly Safran · Gabor Szeles · Peter Nagy                    | Ukraina · Witalij Werhelesz · Denis Kamieriłow · Konstantyn Mielniczyk · Boris Sażaj |
| C4 1000 m    | Rumunia · Florin Comanici · Mihail Simimion · Nicolae Bogdan · Gabriel Gheoaca | Węgry · Matyas Safran · Mihaly Safran · Gabor Szeles · Peter Nagy                    | Polska · Tomasz Pośpiech · Paweł Skowroński · Łukasz Woszczyński · Bartosz Pławski   |

### Kobiety

#### Kajaki
| Konkurencja: | Złoto:                                                                               | Srebro:                                                                              | Brąz:                                                                                 |
| K1 200 m     | Inna Klinowa                                                                         | Ivana Kmeťová                                                                        | Jana Blahová                                                                          |
| K1 500 m     | Ewelina Wojnarowska                                                                  | Wolha Kudżenka                                                                       | Antonija Nađ                                                                          |
| K2 200 m     | Słowacja · Ivana Kmeťová · Martina Kohlová                                           | Serbia · Nikolina Moldovan · Olivera Moldovan                                        | Węgry · Petra Szabo · Dzsenifer Toth                                                  |
| K2 500 m     | Serbia · Nikolina Moldovan · Olivera Moldovan                                        | Słowacja · Ivana Kmeťová · Martina Kohlová                                           | Polska · Karolina Naja · Sandra Pawełczak                                             |
| K4 200 m     | Białoruś · Sofija Mikczeiczyk · Irina Ladzinskaja · Maryna Paltaran · Wolha Kudżenka | Czechy · Jana Blahová · Anna Adamová · Jana Šebestová · Andrea Doktorová             | Polska · Karolina Naja · Agnieszka Kowalczyk · Edyta Dzieniszewska · Paulina Wiewióra |
| K4 500 m     | Czechy · Andrea Doktorová · Lucie Matoušková · Anna Adamová · Jana Šebestová         | Białoruś · Sofija Mikczeiczyk · Irina Ladzinskaja · Maryna Paltaran · Wolha Kudżenka | Polska · Karolina Naja · Ewelina Wojnarowska · Sandra Pawełczak · Magdalena Krukowska |